# Josef Alken
Josef Alken (* 17. März 1857 in Trier; † 19. August 1932 in Darmstadt) war ein deutscher Opernsänger (Bass) und Schauspieler.

## Leben
Alken erhielt seine Ausbildung in Trier bei Frl. da Ponte. Er begann seine Bühnenlaufbahn in Ulm (1883–1884), war dann in Magdeburg (1884–1885), Straßburg (1885–1886) und Neustrelitz (1886–1887) engagiert und wirkte danach am Schweriner Hoftheater als Schauspieler und Sänger. Sein eigentliches Fach war das des Bass-Buffo; seine Darbietungen als „Sarastro“, „Papageno“, „Caspar“, „Eremit“, „Cardinal“ und „Mephisto“ wurden gelobt.
Verheiratet war er mit der Opernsängerin Minna Minor. Nach deren Tod 1905 beendete er seine Bühnenkarriere.